# Hubert Kleemann
Hubert Kleemann (* 11. April 1925 in Rosengarten; † 26. Juli 2016) war ein deutscher Metallgestalter und Email-Künstler.

## Leben und Werk
Kleemann absolvierte von 1939 bis 1942 eine Lehre als Schriftsetzer. Danach wurde er zur Wehrmacht eingezogen und nahm am Zweiten Weltkrieg teil. Nach der Entlassung aus der Kriegsgefangenschaft ging er 1945 nach Salzwedel, wo er bis 1946 als Bühnenbildner am späteren Theater der Altmark arbeitete.
1947 studierte Kleemann bei Herbert Stockmann und dann bis 1952 bei Herbert Post in der Abteilung Grafik und Schriftgestaltung der heutigen Burg Giebichenstein Kunsthochschule Halle/Saale, die im Laufe der Jahre mehrfach ihren Namen gewechselt hat und z. B. ab 1951 Institut für künstlerische Werkgestaltung Burg Giebichenstein hieß. Danach arbeitete er mit seiner Frau Dora, die er 1947 in Salzwedel geheiratete hatte, in engster Zusammenarbeit als freischaffender Künstler in Salzwedel, dann in Stendal und ab 1969 in Gosen.
Im Laufe der Zeit entwickelten beide eigene Themen. Sie erweiterten insbesondere die Technik des Emaillierens und experimentierten mit Industrieemail sowie mit Materialkombinationen einschließlich Kupfer und Aluminium. Sie signierten gemeinsam ihre Arbeiten mit DHK, so dass es bei vielen Arbeiten nicht möglich ist, den jeweiligen Anteil zu erkennen.
Besondere Bedeutung erlangte das Künstlerpaar als Schöpfer sakraler Kunstgegenstände. In der DDR gehörten sie zu den wichtigsten Künstler auf diesem Gebiet. Als Metallgestalter und Email-Künstler schufen sie insbesondere Abendmahlskelche, Altar-, Stand-, Vortrage-, Wand- und Hängekreuze, Altar- und Standleuchter, Tabernakel, Taufschalen und -Kannen, Ambos, Wandgestaltungen, Türbeschläge und Gedenktafeln. Die meisten Werke waren Auftragsarbeiten katholischer und evangelischer Gemeinden, einige auch von staatlichen Stellen, Museen und von Privatpersonen. Zu den auffälligsten Arbeiten gehört das 1982 entstandene Brustkreuz für den Berliner Weihbischof Wolfgang Weider, das sich heute in der Domschatzkammer von St. Hedwig in Berlin befindet.
Sie fertigten u. a. auch Schmuck und übernahmen baukeramische Aufträge, wobei sie u. a. mit den HB-Werkstätten von Hedwig Bollhagen zusammenarbeiteten.
Kleemann war bis 1990 Mitglied des Verbands Bildender Künstler der DDR. Er hatte im In- und Ausland eine bedeutende Zahl von Einzelausstellungen und Ausstellungsbeteiligungen, u. a. von 1977 bis 1988 an der VIII. bis X. Kunstausstellung der DDR in Dresden. Zu den Künstlerfreunden des Ehepaars gehörte u. a. der Keramiker und Holzbildhauer Friedrich Stachat.
Werke Kleemanns befinden sich außer im kirchlichen und privaten Besitz auch in öffentlichen Sammlungen und Museen.
Die Tochter des Ehepaars Beate Seelig (* 1953), ist ebenfalls Künstlerin, u. a. Metallgestalterin.
Hubert Kleemann und seine Frau wurden auf dem Friedhof Gosen beigesetzt.

## Museen und öffentliche Sammlungen mit Werken Hubert und Dora Kleemanns (unvollständig)
- Berlin: Kunstgewerbemuseum Berlin im Schloss Köpenick
- Leipzig: GRASSI Museum für Angewandte Kunst[3]

## Kirchen, in denen sich von Hubert und Dora Kleemann geschaffene sakrale Gegenstände befinden (unvollständig)
- Bad Saarow: Evangelische Kirche
- Ballenstedt: St. Elisabeth
- Beetzendorf: Mariä Himmelfahrt
- Berlin-Alt-Treptow: Bekenntniskirche
- Berlin-Friedrichshain: St. Nikolaus
- Berlin-Alt-Schmöckwitz: Dorfkirche
- Dahme: St. Marien
- Dessau: Petruskirche
- Dessau: Peter-und-Paul-Kirche
- Dresden-Strehlen: St. Petrus-Kirche
- Erkner: St. Bonifatius
- Gernrode: Stiftskirche St. Cyriakus
- Kalbe (Milde): St. Petrus
- Lübben: Paul-Gerhardt-Kirche
- Magdeburg: St. Adalbert
- Osterburg: St. Joseph
- Reichenwalde: Dorfkirche
- Rotberg: Dorfkirche Rotberg
- Waßmannsdorf: Dorfkirche

## Arbeiten im öffentlichen Raum (mit Dora Kleemann; unvollständig)
- Geschichte von Frankfurt (1988; Aluminiumplatten mit getriebenem Relief; Frankfurt/Oder, Fassade des Hauses Kleine Oderstraße 8)[4]

## Ausstellungen (unvollständig)

### Personalausstellungen (alle mit Dora Kleemann)
- 1968: Mosigkau, Orangerie des Schlosses Mosigkau
- 1978: Berlin, Studio-Galerie
- 1980: Dessau-Mosigkau, Staatliches Museum Schloss Mosigkau (mit Wilfried Fitzenreiter und Gerhard Rommel)
- 1980: Jena, Galerie im Stadthaus
- 1985: Frankfurt/Oder, Zentrum für künstlerische Werkstätten und bildenden Kunst
- 1986: Frankfurt/Oder („Werkausstellung Dora und Hubert Kleemann. Email, Textil, Grafik“)

### Gruppenausstellungen seit der deutschen Wiedervereinigung
- 2012: Halle/Saale, Kunstverein Talstraße (Gruppenausstellung „Sakrales Gerät in der Moderne“)[5]